# Chakkoi-Lam
Chakkoi-Lam (ehem. Gakkoi-Lam) ist ein Berggipfel in der Argun-Schlucht im Schatoiski rajon der Tschetschenischen Republik (östlicher Teil des Großen Kaukasus). Der Berg gehört zum tschetschenischen Clan der Chakkoi. Chakkoi-Lam, Gattin-Lam und Chal-Kieloin-Lam erstrecken sich nacheinander bis zum Dorf Scharo-Argun.
Entlang des Chakkoi-Lam-Gebirgskamms in der Nähe des Dorfes Sony standen Kampf- und Wachtürme, die zu Beginn des 20. Jahrhunderts vollständig zerstört wurden.